# Carl Benton Reid
Pour les articles homonymes, voir Carl Reid, Benton et Reid.
Carl Benton Reid est un acteur américain, né à Lansing (Michigan) le 14 août 1893 et mort à Hollywood (Californie) le 16 mars 1973.

## Biographie
Carl Benton Reid joue au théâtre, à Broadway (New York), de 1929 à 1949.
Au cinéma, il apparaît en 1941, aux côtés de Bette Davis, dans La Vipère (adaptation de la pièce The Little Foxes qu'il venait de jouer à Broadway, avec Tallulah Bankhead, en 1939-1940) et tourne jusqu'en 1966, notamment dans des westerns.
Pour la télévision, il participe à des séries entre 1949 et 1966.

## Filmographie partielle

### Au cinéma
- 1941 : La Vipère (The Little Foxes) de William Wyler
- 1942 : Tennessee Johnson de William Dieterle
- 1943 : L'Étoile du Nord (The North Star) de Lewis Milestone
- 1950 : Le Violent (In a Lonely Place) de Nicholas Ray
- 1950 : L'Engin fantastique (The Flying Missile) de Henry Levin
- 1950 : The Killer That Stalked New York d’Earl McEvoy
- 1951 : Le Grand Caruso (The Great Caruso) de Richard Thorpe
- 1951 : Les Maudits du château-fort (Lorna Doone) de Phil Karlson
- 1952 : L'Homme à la carabine (Carbine Williams) de Richard Thorpe
- 1952 : The Story of Will Rogers de Michael Curtiz
- 1952 : Vocation secrète (Boots Malone) de William Dieterle
- 1952 : Le Proscrit (The Brigand) de Phil Karlson
- 1954 : La poursuite dura sept jours (The Command) de David Butler
- 1954 : Fort Bravo (Escape from Fort Bravo) de John Sturges
- 1954 : La Lance brisée (Broken Lance) d'Edward Dmytryk
- 1954 : L'Égyptien (The Egyptian) de Michael Curtiz
- 1954 : Athena de Richard Thorpe
- 1955 : Un jeu risqué (Wichita) de Jacques Tourneur
- 1955 : Son seul amour (One Desire) de Jerry Hopper
- 1955 : La Main gauche du Seigneur (The Left Hand of God) d'Edward Dmytryk
- 1955 : Les Forbans (The Spoilers) de Jesse Hibbs
- 1956 : La Dernière Caravane (The Last Wagon) de Delmer Daves
- 1956 : Strange Intruder d'Irving Rapper
- 1956 : 24 Heures de terreur (A Day of Fury) d'Harmon Jones
- 1957 : Les Ailes de l'espérance (Battle Hymn) de Douglas Sirk
- 1957 : La Chute des héros (Time Limit) de Karl Malden
- 1957 : La Forêt meurtrière (Spoilers of the Forest) de Joseph Kane
- 1959 : Dans la souricière (The Trap) de Norman Panama
- 1960 : Le Buisson ardent (The Bramble Bush) de Daniel Petrie
- 1963 : Le Vilain Américain (The Ugly American) de George Englund
- 1966 : Madame X de David Lowell Rich

### À la télévision (séries)
- 1958-1963 : Perry Mason, première série, épisodes The Case of the Green-Eyed Sister (1958), The Case of the Stuttering Bishop (1959), The Case of the Nimble Nephew (1960) et The Case of the Surplus Suitor (1963) ;
- 1959-1962 : Bonanza, épisodes The Truckee Strip (1959) et The Mountain Girl (1962) ;
- 1963-1965 : Suspicion (The Alfred Hitchcock Hour), épisodes Run for Doom (1963), The Jar (1964) et Where the Woodline Twineth (1965) ;
- 1964 : Le Virginien (The Virginian), épisode Felicity's Spring ;
- 1965-1966 : L'Homme à la Rolls (Burk's Law), première série, Saison 3, épisode 1 Balance of Terror (1965), épisode 8 Peace, it's a Gasser (1965) et épisode 12 The Man's Men (1966).

## Théâtre (pièces à Broadway)

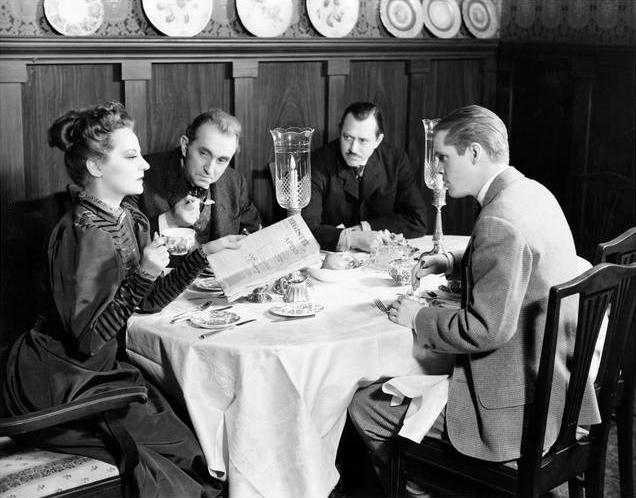
The Little Foxes (1939-1940, avec Tallulah Bankhead, Charles Dingle, Carl Benton Reid et Dan Duryea (de g.. à d.)

- 1929 : Fiesta de Michael Gold, avec Jack La Rue, George Tobias
- 1932 : Foreign Affairs de Paul Hervey Fox (en) et Lester Fox, avec Jean Arthur, J. Edward Bromberg, Dorothy Gish, Henry Hull
- 1932-1933 : The Lancashire Lass de Henry J. Byron
- 1933 : The Sophisticrats de Kenneth Phillips Britton
- 1933 : La Dernière Offensive de Napoléon (Her Man of Wax) de Walter Hasenclever, adaptation de Julian F. Thompson, mise en scène par Arthur Lubin, avec Lloyd Corrigan, Moroni Olsen, Lenore Ulric
- 1937 : Red Harvest de Walter Charles Roberts, avec John Alexander, Alan Hale Jr.
- 1938 : Sunup to Sundown de Francis Edward Faragoh, mise en scène par Joseph Losey, avec Percy Kilbride, Sidney Lumet
- 1939-1940 : The Little Foxes de Lillian Hellman, avec Tallulah Bankhead, Charles Dingle, Dan Duryea (+ adaptation au cinéma en 1941 : voir ci-dessus)
- 1942 : Papa is All de Patterson Greene, avec Celeste Holm, Jessie Royce Landis
- 1944 : La Cerisaie (The Cherry Orchard) d'Anton Tchekhov, avec Joseph Schildkraut
- 1946-1947 : Le marchand de glace est passé (The Iceman Cometh) d'Eugene O'Neill, avec Jeanne Cagney, Russell Collins, E. G. Marshall
- 1948 : Strange Bedfellows de Florence Ryerson et Colin Clements
- 1949 : La Nuit des rois ou Ce que vous voudrez (Twelth Night ou What you will) de William Shakespeare, avec Nina Foch, Philip Tonge